# IC 1132
IC 1132 — галактика типу Sc (компактна спіральна галактика) у сузір'ї Змія.
Цей об'єкт міститься в оригінальній редакції індексного каталогу.